# Камов, Николай Ильич
Никола́й Ильи́ч Ка́мов (1 [14] сентября 1902, Иркутск — 24 ноября 1973, Москва) — советский авиаконструктор, создатель вертолётов «Ка», доктор технических наук (1962). Герой Социалистического Труда (1972). Лауреат Государственной премии СССР (1972).

## Биография

### Ранние годы
Николай Камов родился 1 (14) сентября 1902 год в городе Иркутске. Русский. Его отец Илья Михайлович — выходец из богатой еврейской купеческой семьи, выпускник историко-филологического факультета Варшавского университета, преподаватель словесности.
Николая привлекли точные науки (химия, биология) и техника. Он с золотой медалью окончил коммерческое училище, уже во время учёбы начав интересоваться авиацией, часто посещал демонстрационные полёты известных в то время пилотов.
В 1918 году он вторым по баллам был зачислен в Сибирский Томский технологический институт (ТТИ), став его самым юным студентом (ему не было ещё и 16 лет).
С 1918 по 1923 год Николай учился на механическом факультете и сидел за одной партой с известным в то время русским лётчиком, Героем Франции, отличившимся в битве за Верден, Харитоном Славороссовым. Вероятно, Славороссов и заразил Камова любовью к авиации и авиастроению. В 1920 году юноша пытался поступить в авиаотряд, но не был принят из-за травмы руки, полученной при рождении. Николай решил строить самолёты. Он изучил книги по авиации, какие возможно было достать, экспериментировал с винтами, стал активным участником авиакружка. Институт он окончил с отличием, войдя в историю вуза как самый молодой студент, выпускник и инженер: его имя занесено на мраморную доску.

### Работа в авиационной промышлености
После окончания института в 1923 году инженер-механик Камов поехал в Москву и поступил рабочим на концессионный завод Юнкерса ИВА. Он изучал технологию производства, а по вечерам штудировал аэродинамику. Однажды, не выдержав грубости мастера-немца, он ответил ему по-немецки и был уволен.
В 1924 году Камов поступил в центральные аэропланные мастерские «Добролёта», которые занимались ремонтом в основном немецких машин. С группой помощников молодой инженер по своей инициативе подготовил комплект чертежей самолёта Ю-13, что позволило отказаться от закупки иностранных деталей и помощи иностранных специалистов. Исследуя конструкцию немецкого самолёта, Камов усовершенствовал его крыло, при ремонте увеличив посадочные щитки для сокращения пробега.
В 1927 году 25-летний Камов был приглашён в конструкторское бюро Дмитрия Григоровича, занимавшееся опытным морским самолётостроением. Там он принял участие в разработке модификации морского разведывательного гидросамолёта МР-3бис, а в свободное время разрабатывал автожир собственной конструкции. Когда Григоровича сменил приглашённый из Франции Поль Ришар, Камов в 1928 году становится ведущим конструктором и начальником бригады конструкторского бюро.
В 1929 году вместе с Николаем Скржинским Камов создал первый советский автожир КАСКР-1 «Красный инженер». 25 сентября 1929 года лётчик-испытатель И. В. Михеев впервые оторвал машину от земли и стал первым вертолётчиком.
В 1930—1931 годах Николай Ильич был ведущим инженером по производству цельнометаллического самолёта-торпедоносца открытого моря ТОМ-1
 в ОКБ по морскому самолётостроению. В октябре 1931 года его назначили начальником конструкторской бригады ЦАГИ, проектировавшей новый автожир А-7 по заказу ВВС. Машина должна была выполнять функции разведки и корректировки огня артиллерии. 20 сентября 1934 года А-7 поднялся в воздух. В 1938 году один из автожиров типа А-7 за 5 дней оборудовали и отправили для спасения экспедиции Папанина на станцию «Северный полюс-1».
21 марта 1939 года было принято решение о строительстве завода по производству автожиров. Камов стал его главным конструктором и директором, М. Л. Миль — заместителем директора.
В 1940 году Камов стал главным конструктором КБ по вертолётостроению, которое позднее стало носить его имя — ОКБ имени Н. И. Камова. Камов и Скржинский предложили само слово «вертолёт».
Под руководством Камова были созданы вертолёты Ка-8 (1948), Ка-10 (1953), Ка-15 (1956), Ка-18 (1960), Ка-25 (1968), Ка-26 (1967), винтокрыл Ка-22 (1964), аэросани «Север-2» и Ка-30, глиссер.

### Смерть
Николай Ильич Камов умер 24 ноября 1973 года в результате осложнений после операции по удалению опухоли поджелудочной железы. Он похоронен в Москве на Новодевичьем кладбище (участок № 7).

## Награды и звания
- Герой Социалистического Труда (1972)
- Два ордена Ленина (1962, 1972)
- Два ордена Трудового Красного Знамени (1957, 1971), медали
- Государственная премия СССР (1972)

## Память
- Имя Камова носит ОКБ, где он трудился, Ухтомский вертолётный завод (с 1992 года — ОАО «Камов»), расположенный в городе Люберцы.
- Мемориальные доски установлены:
  - в Люберцах на здании управления завода;
  - в Иркутске по адресу: улица Декабрьских Событий, 20 — на доме, в котором Н. И. Камов проживал с 1902 по 1918 год;
  - в Томске по адресу: проспект Ленина, 30а — на здании корпуса № 4 ТПУ (бывшего ТТИ) — вуза, в котором Н. И. Камов учился с 1918 по 1923 год;
  - в Москве по адресу: 1-я Тверская-Ямская улица, 13 — на доме, в котором Н. И. Камов проживал с 1945 по 1973 год.
- Именем Камова названы улицы в Москве, Люберцах, Улан-Удэ и Минске[7].
- В 2002 году в честь Камова была выпущена почтовая марка России.
- В 2019 году имя Николая Камова присвоено томскому аэропорту Богашёво[8].
- 5 июля 2023 года в Иркутске на улице Ленина между домами №40 и №46 состоялось торжественное открытие памятника авиаконструкторам М.Л. Милю и Н.И. Камову (архитектор Сергей Демков)[9][10].

- Могила Камова на Новодевичьем кладбище
- Мемориальная доска в Томске.
- Камов Н. И. на купоне марочного листа Почты России.